# Природа (скульптура)
«Приро́да» — скульптура чешского скульптора, художника и дизайнера Альфонса Мухи. Этот бюст, созданный из бронзы, серебра и золота, является одним из шедевров декоративной скульптуры конца XIX — начала XX вв. Существуют предположения, что это бюст Сары Бернар либо Клео де Мерод, однако они скорее всего не верны. Муха создал «Природу» для Всемирной выставки в Париже 1900 года. То, как длинные золотые локоны спадают на обнажённую грудь и обвивают конический торс, придаёт скульптуре загадочный характер и создаёт подлинный образ роковой женщины.